# MTV Video Music Awards de 2014
O MTV Video Music Awards de 2014 realizou-se a 24 de agosto na arena The Forum, em Inglewood, na Califórnia, Estados Unidos.

## Nomeações
As categorias e os nomeados foram anunciados a 17 de Julho de 2014. Os vencedores estão destacados a negrito.

### Vídeo do Ano
Miley Cyrus — "Wrecking Ball"
- Iggy Azalea (com a participação de Charli XCX) — "Fancy"
- Beyoncé (com a participação de Jay Z) — "Drunk in Love"
- Pharrell Williams — "Happy"
- Sia — "Chandelier"

### Melhor Artista Masculino
Ed Sheeran (com a participação de Pharrell Williams) — "Sing"
- Eminem (com a participação de Rihanna) — "The Monster"
- John Legend — "All of Me"
- Sam Smith — "Stay with Me"
- Pharrell Williams — "Happy"

### Melhor Artista Feminina
Katy Perry (com a participação de Juicy J) — "Dark Horse"
- Iggy Azalea (com a participação de Charli XCX) — "Fancy"
- Beyoncé — "Partition"
- Ariana Grande (com a participação de Iggy Azalea) — "Problem"
- Lorde — "Royals"

### Artist to Watch
Fifth Harmony — "Miss Movin' On"
- 5 Seconds of Summer — "She Looks So Perfect"
- Charli XCX — "Boom Clap"
- Schoolboy Q — "Man of the Year"
- Sam Smith — "Stay with Me"

### Melhor Vídeo Pop
Ariana Grande (com a participação de Iggy Azalea) — "Problem"
- (com a participação de Aloe Blacc) — "Wake Me Up"
- Iggy Azalea (com a participação de Charli XCX) — "Fancy"
- Jason Derulo (com a participação de 2 Chainz) — "Talk Dirty"
- Pharrell Williams — "Happy"

### Melhor Vídeo Rock
Lorde — "Royals"
- Arctic Monkeys — "Do I Wanna Know?"
- The Black Keys — "Fever"
- Imagine Dragons — "Demons"
- Linkin Park — "Until It's Gone"

### Melhor Vídeo Hip-hop
Drake (com a participação de Majid Jordan) — "Hold On, We're Going Home"
- Childish Gambino — "3005"
- Eminem — "Berzerk"
- Kanye West — "Black Skinhead"
- Wiz Khalifa — "We Dem Boyz"

### Melhor Colaboração
Beyoncé (com a participação de Jay Z) — "Drunk in Love"
- Chris Brown (com a participação de Lil Wayne e Tyga) — "Loyal"
- Eminem (com a participação de Rihanna) — "The Monster"
- Ariana Grande (com a participação de Iggy Azalea) — "Problem"
- Katy Perry (com a participação de Juicy J) — "Dark Horse"
- Pitbull (com a participação de Kesha) — "Timber"

### Prémio MTV Clubland
Zedd (com a participação de Hayley Williams) — "Stay the Night"
- Disclosure — "Grab Her!"
- DJ Snake e Lil Jon — "Turn Down for What"
- Martin Garrix — "Animals"
- Calvin Harris — "Summer"

### Melhor Vídeo com Mensagem Social
Beyoncé — "Pretty Hurts"
- Avicii — "Hey Brother"
- J. Cole (com a participação de TLC) — "Crooked Smile"
- David Guetta (com a participação de Mikky Ekko) — "One Voice"
- Angel Haze (com a participação de Sia) — "Battle Cry"
- Kelly Rowland — "Dirty Laundry"

### Melhor Cinematografia
Beyoncé — "Pretty Hurts" (Director de fotografia: Darren Lew and Jackson Hunt)
- Arcade Fire — "Afterlife" (Director de fotografia: Evan Prosofsky)
- Lana Del Rey — "West Coast" (Director de fotografia: Evan Prosofsky)
- Gesaffelstein — "Hate or Glory" (Director de fotografia: Michael Ragen)
- Thirty Seconds to Mars — "City of Angels" (Director de fotografia: David Devlin)

### Melhor Edição
Eminem — "Rap God" (Editor: Ken Mowe)
- Beyoncé — "Pretty Hurts" (Editor: Jeff Selis)
- Fitz and The Tantrums — "The Walker" (Editor: James Fitzpatrick)
- MGMT — "Your Life Is a Lie" (Editor: Erik Laroi)
- Zedd (com a participação de Hayley Williams) — "Stay the Night" (Editor: Daniel "Cloud" Campos)

### Melhor Coreografia
Sia — "Chandelier" (Coreógrafo(s): Ryan Heffington)
- Beyoncé — "Partition" (Coreógrafo(s): Svetlana Kostantinova, Philippe Decouflé, Danielle Polanco e Frank Gatson)
- Jason Derulo (com a participação de 2 Chainz) — "Talk Dirty" (Coreógrafo(s): Amy Allen)
- Michael Jackson e Justin Timberlake — "Love Never Felt So Good" (Coreógrafo(s): Rich e Tone Talauega)
- Kiesza — "Hideaway" (Coreógrafo(s): Ljuba Castot)
- Usher — "Good Kisser" (Coreógrafo(s): Jamaica Craft e Todd Sams)

### Melhor Realização
DJ Snake e Lil Jon — "Turn Down for What" (Director(es): DANIELS)
- Beyoncé — "Pretty Hurts" (Director(es): Melina Matsoukas)
- Miley Cyrus — "Wrecking Ball" (Director(es): Terry Richardson)
- Eminem (com a participação de Rihanna) — "The Monster" (Director(es): Rich Lee)
- OK Go — "The Writing's on the Wall" (Director(es): Damian Kulash, Aaron Duffy & Bob Partington)

### Melhor Direcção Artística
Arcade Fire — "Reflektor" (Diretor de arte: Anastasia Masaro)
- Iggy Azalea (com a participação de Charli XCX) — "Fancy" (Diretor de arte: David Courtemarche)
- DJ Snake e Lil Jon — "Turn Down for What" (Diretor de arte: Jason Kisvarday)
- Eminem — "Rap God" (Diretor de arte: Alex Pacion)
- Tyler, The Creator — "Tamale" (Diretor de arte: Tom Lisowski)

### Melhores Efeitos Visuais
OK Go — "The Writing's on the Wall" (Efeitos visuais: 1stAveMachine)
- Disclosure — "Grab Her!" (Efeitos visuais: Mathematic and Emile Sornin)
- DJ Snake e Lil Jon — "Turn Down for What" (Efeitos visuais: DANIELS e Zak Stoltz)
- Eminem — "Rap God" (Efeitos visuais: Rich Lee, Louis Baker, Mammal Studios, Laundry! e Sunset Edit)
- Jack White — "Lazaretto" (Efeitos visuais: Mathematic e Jonas & François)

### Melhor Vídeo com Letra
5 Seconds of Summer — "Don't Stop"
- Ariana Grande (com a participação de Iggy Azalea) — "Problem"
- Demi Lovato (com a participação de Cher Lloyd) — "Really Don't Care"
- Austin Mahone (com a participação de Pitbull) — "Mmm Yeah"
- Katy Perry — "Birthday"

### Michael Jackson Video Vanguard Award
Beyoncé